# Friedrich Düsel
Friedrich Carl Johannes Düsel (* 11. Februar 1869 in Strelitz; † 8. Dezember 1945 in Berlin) war ein deutscher Schriftsteller, Literaturhistoriker und Redakteur.

## Leben
Friedrich Düsel war Sohn des Bäckermeisters Heinrich Karl Ludwig Leopold Düsel und dessen Frau, der Bäckerstochter Johanna Sophie Dorothee, geb.  Krüger.
Düsel studierte in München, Jena, Berlin und Rostock Germanistik und schloss das Studium mit der Promotion ab. Er arbeitete als Redakteur der Deutschen Zeitung, dann 36 Jahre lang als Herausgeber und Chefredakteur von Westermanns Monatsheften in Braunschweig. Er gab viele Werkausgaben und Auswahlausgaben deutscher Dichter heraus, u. a. von Theodor Storm, Emanuel Geibel, Nikolaus Lenau, Fritz Reuter und Ludwig Uhland.

Ernst Barlach: Exlibris Friedrich Düsel

## Werk (Auswahl)
- Der dramatische Monolog in der Poetik des 17. und 18. Jahrhunderts und in den Dramen Lessings. Voss, Hamburg/Leipzig 1897. (Nachdruck 1977) (Digitalisat).
- Verdeutschungen. Wörterbuch fürs tägliche Leben. Westermann, Braunschweig 1915.
- Daniel Sanders. Worte der Erinnerung und Würdigung zu seinem 100. Geburtstage. In: Westermanns Monatshefte, Bd. 62 (1918/19), S. 298–303  (Digitalisat).
- Maxim Gorki und Anton Tschechow. Eine Einführung in ihre Bühnenwerke. Schneider, Berlin 1922.
- Leo N. Tolstoi und seine Bühnenwerke. Schneider, Berlin 1922.

## Herausgeberschaft (Auswahl)
- Festschrift zu Daniel Sanders’ siebzigstem Geburtstage. Mit Beiträgen namhafter Schriftsteller und Gelehrten. Lupelow, Strelitz 1889.
- Theodor Storm. Gedenkbuch zu Storms hundertstem Geburtstage, 14. September 1917. Westermann, Braunschweig 1916. (Digitalisat)
- Deutsche Volkssagen. Ausgewählt von Friedrich Düsel. Westermann, Braunschweig 1918.
- Theodor Storm: Von Meer und Heide. Die zehn schönsten Novellen. Knaur, Berlin 1928.
- E. T. A. Hoffmann: Romantische Märchen. Westermann, Braunschweig 1911.